# Sabiha Sertel

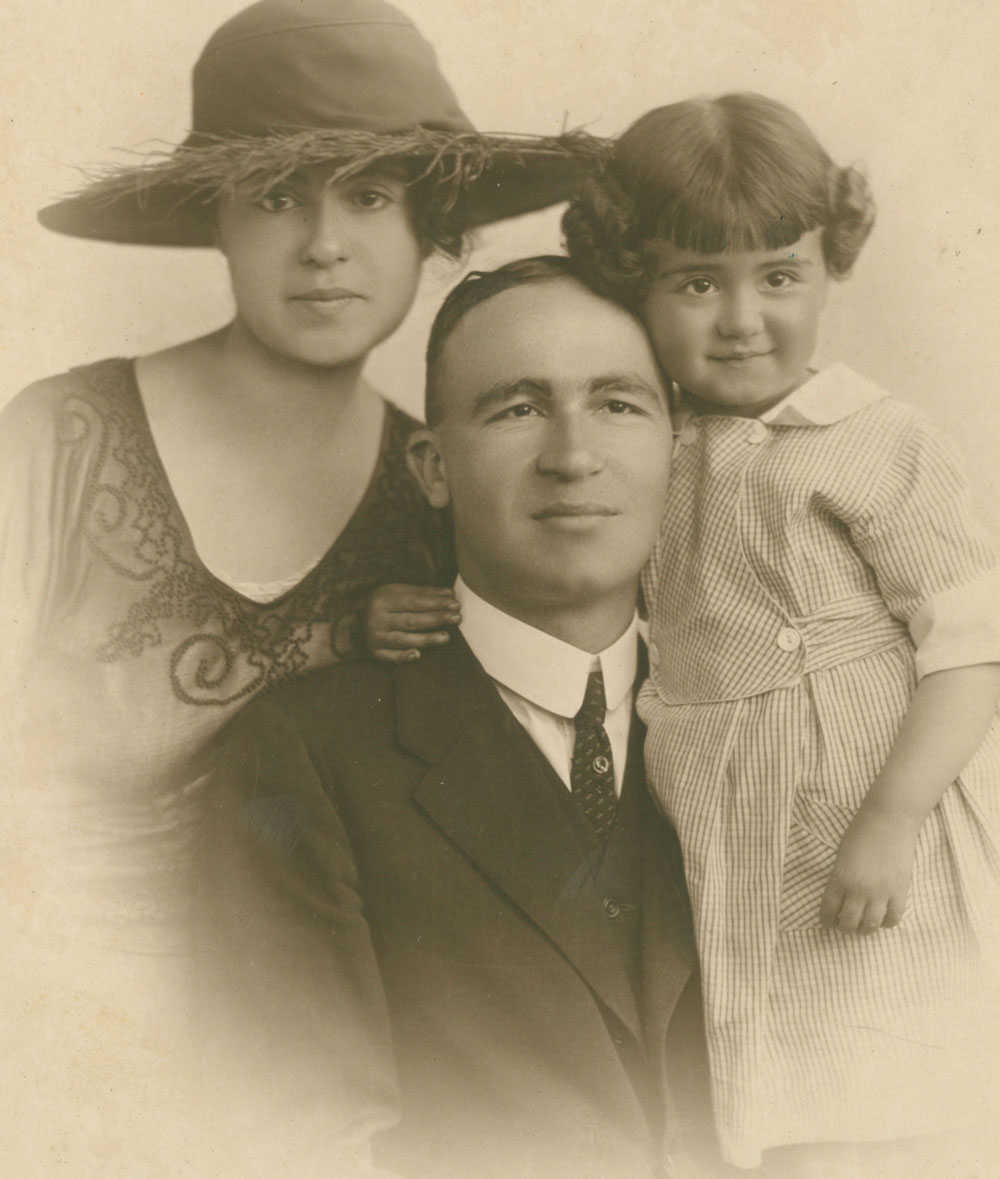
Sabiha Sertel con su esposo Zekeriya Sertel y su hija, Sevim, Nueva York, 1919.

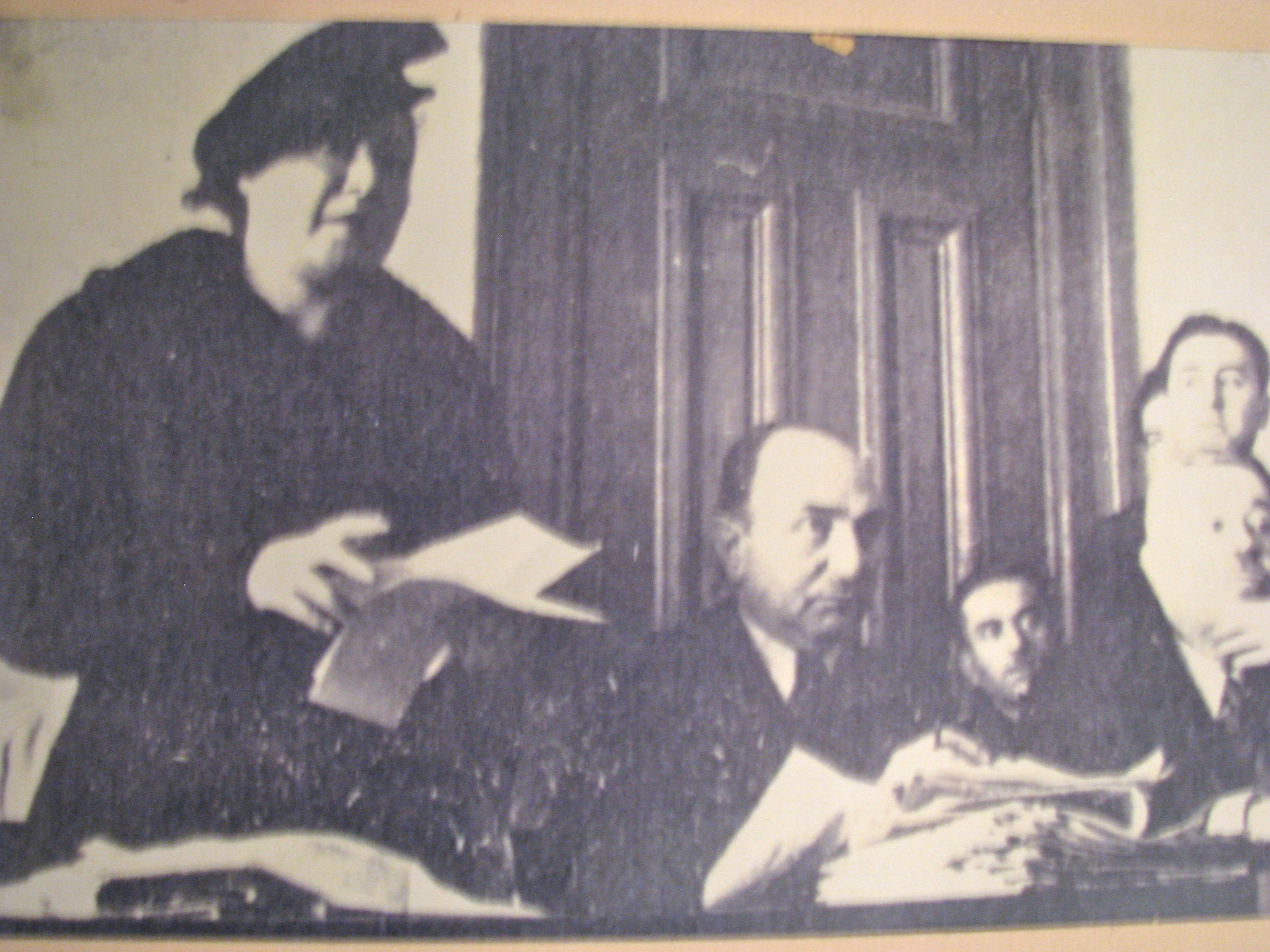
Sabiha Sertel defendiéndose en el juicio, marzo de 1946.

Sabiha Sertel (Salónica, 1895-Bakú, 1968) fue una activista social turca, entre las primeras periodistas y escritoras feministas de Turquía. Es considerada «una de las figuras más destacadas de la historia del socialismo en Turquía». Los artículos y columnas de Sertel abogaban por reformar los derechos de las mujeres y trabajadores y criticaban la opresión estatal, el imperialismo, el fascismo y las desigualdades sociales en Turquía. Su activismo de alto perfil por la democracia, las libertades civiles y una prensa libre resultó en presión social y política, censura, encarcelamiento y, en última instancia, exilio. Sertel es considerada además la primera en casarse públicamente fuera de la comunidad dönme, judíos que se convirtieron al Islam en el siglo XVII pero que en privado conservaron sus creencias y fueron vistos con sospecha por los musulmanes.

## Biografía
Sertel nació en 1895 en la gran ciudad portuaria de macedonia, ahora  Salónica, entonces Imperio Otomano. Era la última y sexta hija de la familia del funcionario de aduanas Nazmi (1851-1920) y el ama de casa Atje (1872-1945), formaban parte de la comunidad dönmeh.
Asistió a la escuela primaria y a la escuela secundaria de Dönme en su ciudad natal (1902 - 1908). De 1908 a 1911 estudió en la «Teraki Mektabi» (Escuela Progresista). La escuela forjó sus puntos de vista positivistas, incluso secularistas. Continuó brevemente su educación en el liceo francés de su ciudad natal. Como las mujeres no tenían acceso a la educación universitaria en el Imperio Otomano, ella y sus amigos fundaron la Tefeyüz Cemiyeti (Sociedad Progresista), que recaudaba dinero de las estudiantes y pagaba a profesores universitarios para que les enseñaran derecho, filosofía, sociología y economía para que pudieran continuar sus estudios. Después de que el Imperio Otomonao perdiera la Guerra de los Balcanes se mudó a Estambul con su familia en 1913.
A los 16 años, empezó a escribir ensayos relacionados con los derechos de la mujer, la educación y la revolución en las revistas Genc Kalemler (Plumas Jóvenes) y Yeni Felsefe (Nueva Filosofía). También criticó las interpretaciones dogmáticas de la Sharia. Sabiha conoció los escritos de otro autor de Yeni Felsefe, Mehmed Zekeria (1890-1980), un periodista muy conocido en Salónica y Constantinopla que también escribía sobre temas sociales de la mujer. Zekeria, por su parte, tras leer su artículo La mujer en la sociedad otomana, premiado en 1911 como el mejor artículo del año de la revista, le propuso matrimonio sin conocerla. La familia de Sabiha se oponía a su matrimonio con un musulmán turco, pero como Salónica permaneció en Grecia tras la Guerra Interaliada de 1913, los Nazmi se vieron obligados a emigrar a Constantinopla, donde en un nuevo entorno predominantemente turco aceptaron su deseo y en 1915 Sabiha y Zekeria se casaron. Su matrimonio fue un acto revolucionario y se considera el primer matrimonio entre una Dönme y un musulmán. Zekeriya Sertel era una figura destacada en la prensa turca e iniciaron una asociación editorial. Sus publicaciones Büyük Mecmua (The Big Review) , Resimli Ay , (Revista mensual ilustrada ) y el periódico Tan (Dawn), sirvieron como poderosas plataformas para las voces de la oposición. En 1917 Sertel dio a luz a su primera hija, Sevim (1917-2003), más tarde periodista en Estados Unidos. En 1919, la pareja fundó el periódico Büyük Mecmua (la Gran Revista).Influenciados por la primera ola de feminismo y el movimiento internacional por el sufragio femenino, los artículos de Sertel para la publicación se centraron en los derechos de las mujeres. Sin embargo, pronto, a causa de los artículos que criticaban la ocupación sasánida de Constantinopla, En 1919 Zekeria después de que la revista criticará la ocupación occidental fue arrestado y la dirección del periódico fue asumida por Sabiha y el periódico se convirtió en una tribuna de resistencia contra la ocupación. Durante este periodo, Sabiha escribió artículos patrióticos, nacionalistas y feministas influidos por el pensamiento de la Ilustración.
En la autobiografía de Sabiha Sertel, Roman Gibi (Like a Novel), ella narra la destrucción, que los llevó al encarcelamiento y, en última instancia, al exilio. El libro, escrito en 1968 desde el exilio, poco antes de su muerte, fue originalmente prohibido en Turquía. Más de 50 años después, Roman Gibi fue traducido para una audiencia internacional. En junio de 2019 IB Tauris presentó a los lectores ingleses la historia de Sertel por primera vez La lucha por la Turquía moderna: justicia, activismo y una periodista revolucionaria.
En 1919, Sertel  recibió una beca y, junto con su marido y su hija pequeña, se fue a Estados Unidos, donde estudió sociología en la Universidad de Columbia. Sertel estudió El origen de la familia, la propiedad privada y el Estado de Friedrich Engels y Mujer y socialismo de August Bebel, que traduciría más tarde. Sertel también viajó por Estados Unidos, sindicalizando a trabajadores de fábricas turcos y kurdos, así como organizando eventos para recaudar fondos que recaudaron 100 000 dólares en apoyo del Movimiento Nacional Turco y los huérfanos de guerra.
En América, Sertel fundó la Türk Teavün Jemeyet (Sociedad de Ayuda Mutua Turca) y recaudó importantes fondos para la Guerra de Liberación Nacional. También desarrolló actividades sindicales. 
En 1922, dio a luz a su segunda hija, Yıldız.
Tras la caída del imperio, la familia regresó a Turquía en 1923 y se instaló en Ankara. La pareja empezó a escribir sobre temas sociales, políticos y de interés público. En 1950, la familia Sertel se vio obligada a emigrar y vivió sucesivamente en París, Bakú, Azerbaiyán, Roma y Viena.En agosto de 1952, la familia se trasladó a Budapest, donde Sabiha empezó a trabajar en Radio para el Partido Comunista Turco (TKP) en el extranjero. En 1958, los Sertels colaboraron en secreto con Nazım Hikmet en Bizim Radyo, una estación de radio financiada por los comunistas que transmitía noticias a Turquía desde Budapest, Hungría. Los Sertels acordaron escribir noticias y otros contenidos siempre que no estuvieran censurados y trabajaran desde Leipzig, Alemania del Este. Su participación continuó hasta 1962.
En 1953 se convirtió en directora de la sección turca de la radio. Sabiha Sertel también se convirtió en la responsable del Partido Comunista Turco en Budapest. 
En 1956 la familia se trasladó a Praga y luego a Leipzig, donde trabajó en la radio Bitsim.  Desde 1963 vivió en Azerbaiyán, en la Unión Soviética. Sabiha Sertel no pudo volver a Turquía, con la ayuda de Hikmet, se trasladaron a Bakú donde Sertel murió de cáncer de pulmón en Bakú en 1968. Sus últimas palabras fueron: «¡Qué pena, tengo tanto que escribir!».

## Trayectoria profesional

#### Resimli Ay(1924-1931)
En 1924, en Constantinopla, ambos comenzaron a publicar la revista intelectual Resimli Ai (Mensual Ilustrado). Inspirada en las populares revistas ilustradas de estilo estadounidense, tenía como objetivo atraer tanto al público en general como a las élites del país. La revista se hizo conocida especialmente por su defensa de la vanguardia literaria y las ideas políticas progresistas y socialistas de Turquía. En ella, Sabiha mantenía una columna en la que escribía sobre las relaciones entre hombres y mujeres y el lugar de éstas en la sociedad, cuestionando la institución del matrimonio. Entre otros escritos, Sertel lanzó su columna de consejos populares bajo el seudónimo de Cici Anne (Dulce Madre) en uno de los diarios más importantes Cumhuriyet (República), brindando consejos a las familias turcas que luchan contra las reformas sociales y los trastornos. Sabiha vinculó la cuestión feminista a la social y criticó a algunas diputadas y a varias revistas por caer en discusiones abstractas. Fue condenado a tres años de prisión, y la revista Resimli Ai dejó de publicarse brevemente. Durante este tiempo, Sabiha comenzó a editar otra publicación, Sevimli Ai.

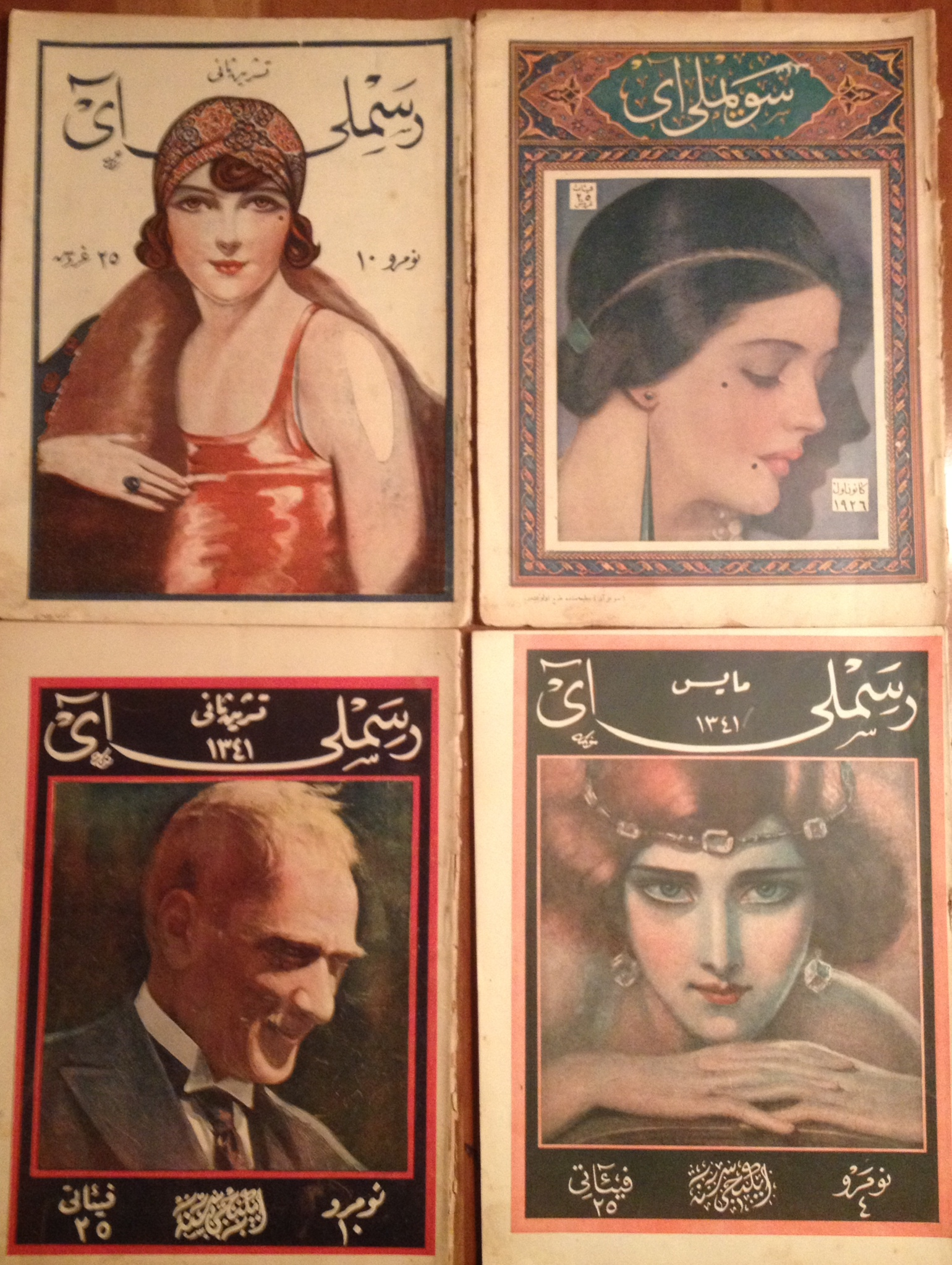
Cubiertas Resimli.

En 1926, Resimli Ai comenzó a publicarse de nuevo, afirmando que su reedición marcaría «el nacimiento de una nueva literatura». Sertel criticó los obstáculos a la aplicación del nuevo código civil, y en 1928 escribió contra la reticencia de los abogados a permitir a las mujeres como testigos en los tribunales, lo que llevó a la intervención del Ministerio de Justicia para mantener la igualdad de derechos.
En 1928, el poeta turco Nâzım Hikmet, comenzó a trabajar para Resimli Ay, donde se presentó a los lectores su innovador verso de forma libre. Un comunista declarado, Hikmet siguió siendo un amigo cercano de la familia de los Sertels, así como una gran influencia en sus puntos de vista artísticos y políticos por el resto de sus vidas. Como las posiciones políticas de Resimli Ay atrajeron cada vez más la atención de la policía, sus propietarios cerraron la revista en 1931.
En 1930, Sabiha se presentó a las elecciones locales de Constantinopla. Ese mismo año, Sabiha fue citada ante los tribunales por su traducción de un artículo titulado La psicología de un líder de una revista estadounidense de psicología que se consideró una crítica a Ataturk. A finales de ese año, los socios de la familia se retiraron de Resimli Ai debido a su perfil disidente. 
En 1931, Sabiha fundó el periódico Son Posta y fue detenida de nuevo por su artículo. Cumplió tres años de prisión cuando fue indultada por una amnistía general en el aniversario de la declaración de la república de Turquía.

#### Tan(1936-1945)

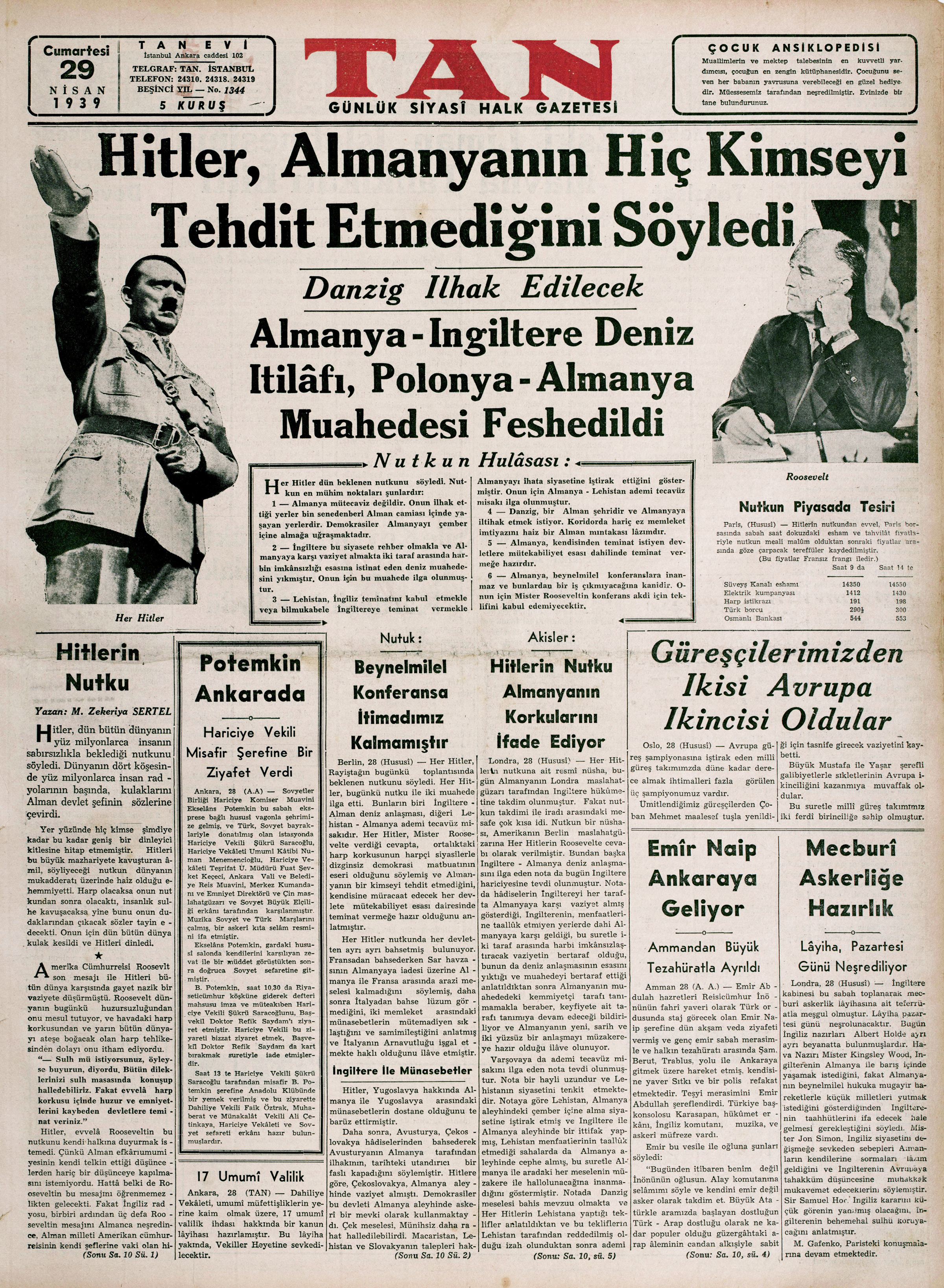
Primera página de Tan (1939). El titular dice: «Hitler dice que Alemania no amenaza a nadie».

En 1934, la familia comenzó a publicar un periódico, Tan (Amanecer), En su columna «Görüşler» del periódico, Sabiha criticaba las nuevas tendencias racistas que surgían en Turquía bajo las influencias del fascismo y el nazismo que surgían en Europa y se enfrentaba a los medios de comunicación proalemanes y anticomunistas del país. En sus memorias, Sabiha dice que consiguió entrar en política con sus artículos en Tan. Cuando se impuso la Ley de Apellidos en Turquía en 1934, Sabiha y Mehmet eligieron el nombre de Sertel (Mano Fuerte). En 1941, Tan fue suspendido temporalmente, ya que las autoridades dijeron que la prohibición se levantaría si Sabiha dejaba de escribir, pero ella se negó y escribió un libro sobre la Segunda Guerra Mundial. El 4 de diciembre de 1945, estudiantes de extrema derecha atacaron y destruyeron la redacción del periódico.

### Obras seleccionadas

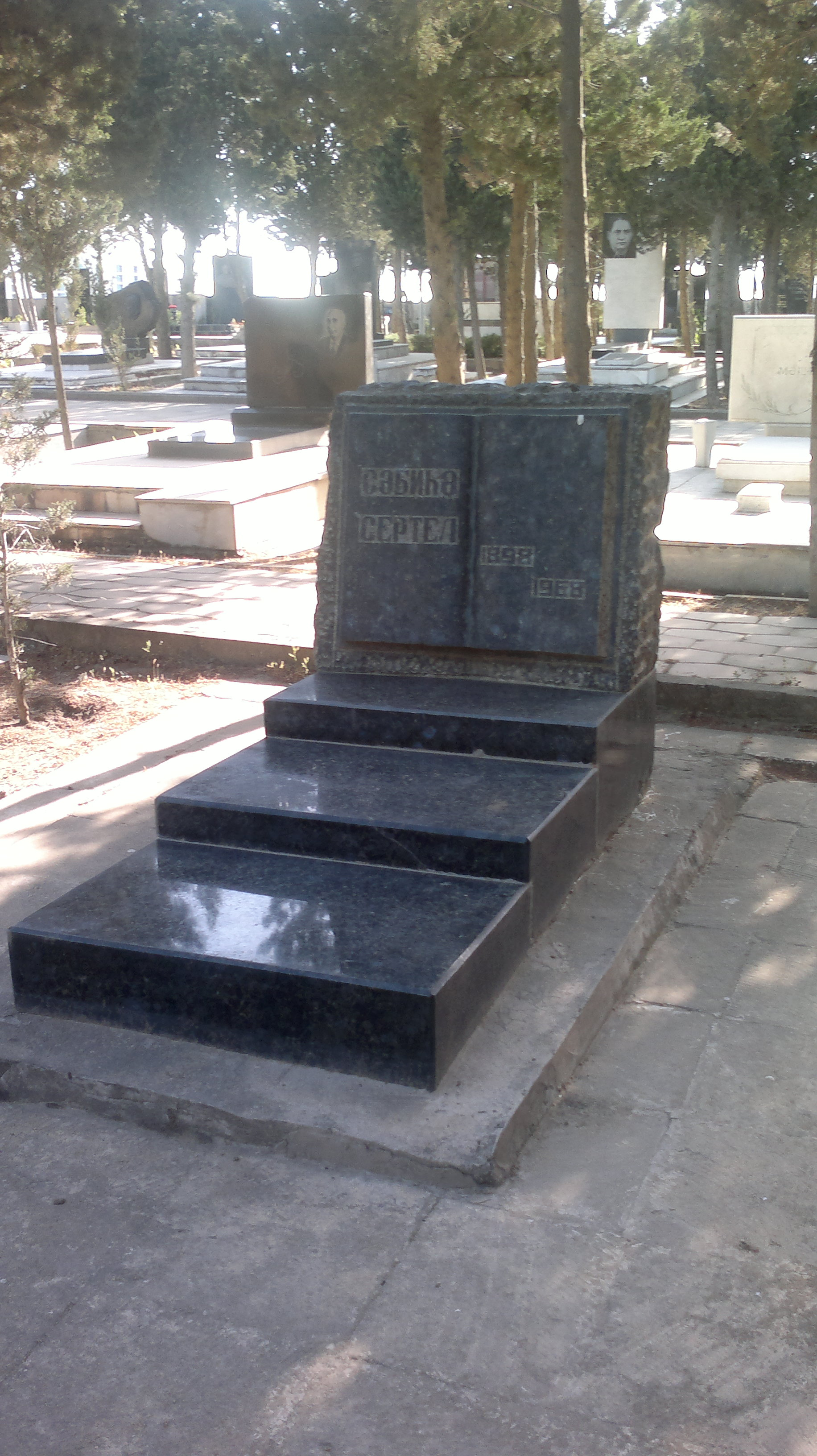
Tumba de Sabiha Sertel en Bakú.

Entre 1963 y 1968 Sabiha siguió siendo una autora prolífica, escribiendo su libro sobre Tevfik Fikret (poeta) y memorias sobre Nazım Hikmet (poeta) y Sabahattin Ali (autor), así como sus memorias Roman Gibi. La autobiografía se limita al período comprendido entre 1915 y 1950, y narra su ascenso y caída como periodista y editora profesional. No menciona nunca su polémicos orígenes como miembro de la comunidad dönme en Salónica. Dönme fue considerado un término despectivo , especialmente en el nuevo estado-nación turco. Se refiere a los judíos que se convirtieron al Islam en el siglo XVII pero que en privado conservaron sus creencias y fueron vistos con sospecha por algunos musulmanes. En su autobiografía Roman Gibi, Sertel describe haber sido testigo de la relación marcadamente desigual de sus padres y el abuso doméstico de su madre. Ella rastrea su radicalización como feminista a la edad de ocho años hasta la noche en que su madre regresó tarde a casa después de visitar a su hermana. A pesar de que Atiye mantenía a la familia como lavandera, su padre, un burócrata jubilado, se enfureció y se divorció de su madre en el acto de acuerdo con la ley islámica, echándola de la casa.
Sertel sostuvo que Turquía no estaba preparada para una revolución socialista y, como resultado, apoyó las reformas del nuevo gobierno. Sin embargo, no se reprimió en señalar el camino antidemocrático que tomó la nueva república. Si bien encontró plausibles en teoría las reformas de la nueva república, incluidas las relativas a los derechos de las mujeres, no dudó en criticar cómo fracasaron en la práctica.

#### Títulos destacados
- Çocuk Ansiklopedisi, 1927-1928 cuatro volúmenes con Zekeriya Sertel y Faik Sabri, (Enciclopedia para niños)
- Çitra Roy ile Babası, 1936 (Çitra Roy y su padre)
- İlericilik-Gericilik Kavgasında Tevfik Fikret, con un título diferente en 1945 (Tevfik Fikret in Progressivism and Reactionism Debates)
- Tevfik Fikret-Mehmet Akif Kavgası, 1940 (el debate de Tevfik Fikret - Mehmet Akif)
- Tevfik Fikret: İdeolojisi ve Felsefesi, 1946 (Tevfik Fikret: Su ideología y filosofía)
- Davamız ve Müdafaamız, 1946 con Zekeriya Sertel (Nuestro caso y nuestra defensa)
- Roman Gibi, 1969 (como una novela)
- The Struggle for Modern Turkey: Justice, Activism and a Revolutionary Female Journalist, trad. David Selim Sayers & Evrim Emir-Sayers, 2019
- İkinci Dünya Savaşı Tarihi, 1999 (Historia de la Segunda Guerra Mundial)[6]

#### Traducciones del inglés al turco
- K. Kautsky, La lucha de clases (1934)
- A. Bebel, Mujeres y socialismo (1935)
- V. Adoratsky, Materialismo dialéctico (1936)
- La Constitución de la Unión Soviética (1936)
- J. Bryce, Democracias modernas (1939)[1]